# ¡Mucha Lucha!
¡Mucha Lucha! è un cartone animato statunitense prodotto da FWAK! Animation e Voice Box Productions e distribuito da Warner Bros. Pictures Television Animation Distribution.

## Trama
Mucha Lucha è un cartone animato che tratta di wrestling messicano, la Lucha libre. Protagonisti sono tre studenti: Rikochet, Buena Girl e la Pulce. Il primo è un ragazzo patriottico, buono, ma irresponsabile e un po' sciocco; la seconda è studiosa, onesta e diligente e la terza è subdola (ma meno di quanto appaia) e non si lava mai. Frequentano la Scuola Internazionale di Lotta. I protagonisti si trovano sempre ad affrontare avventure anormali, con un antagonista sempre diverso. Ogni personaggio di Mucha Lucha non combatte in modo normale, infatti la lotta mascherata non prevede calci o pugni, e i personaggi come mosse hanno in genere delle trasformazioni; per esempio Rikochet diventa una biglia gigante, Buena Girl diventa un libro gigante e Pulce ha come mossa finale il "Digerimento della Pulce". Il giuramento della Lotta mascherata è: "Per l'onore, per la famiglia, per la tradizione e per le ciambelle", di cui ogni lottatore mascherato va pazzo.

## Personaggi e doppiatori

### Personaggi principali
- Rikochet, doppiato in lingua originale da Carlos Alazraqui e in italiano da Stefano Brusa.
- Buena Girl, doppiata in lingua originale da Kimberly Brooks e in italiano da Anna Lana.
- La Pulce, doppiato in lingua originale da Candi Milo e in italiano da Laura Righi.

### Personaggi secondari
- La Direttrice, doppiata in lingua originale da Candi Milo e in italiano da Luisa Ziliotto: costei è una donna dai modi molto bruschi, forse i più bruschi di tutta la scuola, ed ha la testa che è un incrocio tra un cuore e un cervello. Ma, nonostante appaia come una persona cattiva, ha dimostrato anche di avere un buon cuore.
- Mr. Estato, doppiato in italiano da Andrea Zalone: uno degli insegnanti della scuola, appassionato di musica anni settanta. In passato era un grande lottatore che partecipò al match per il titolo mondiale ma per un flash di una macchina fotografica venne sconfitto.
- Mr. Strazia, doppiato in lingua originale da Carlos Alazraqui e in italiano da Riccardo Lombardo: un altro insegnante della scuola, molto burbero e brusco. Anche lui ha un buon cuore perché non è una persona cattiva come la direttrice.
- Poppi: è un personaggio che pronuncia solo il suo nome e non usa mosse.
- Cicci Slam: è una ragazzina sempre in collera con Rikochet.
- Zero Gradi: è un lottatore che usa solo mosse che comprendono il gelo.
- Potato Patata Junior: un lottatore enorme che usa la sua ciccia come punto di forza.
- I teschi pelosi : tre cattivissimi bulletti che frequentano l'imbrogliona, sinistra, scorretta e sleale scuola di lotta smascherata dei "Teschi pelosi". Si possono considerare come gli unici veri antagonisti dei tre protagonisti che in molte puntate se la devono vedere con loro, ma vengono spesso sconfitti.
- Zanzarita
- Francisco de la Foresta
- Spaventapasseri
- Doppio Ninja Ninja
- Porchetto Guerrigliero
- Triplo T
- Ananasso
- Penny Plutonio
- Piero Pierrot: lottatore mimo che usa mosse che gli altri non vedono ma comprendono, in un episodio torna a parlare ma con molta scarsezza a combattere.
- Minotauro: un personaggio molto ricco ma non compare mentre combatte.
- El Goldracchio: un lottatore che si vanta di aver fatto cose false e dopo si dimostra forte e coraggioso.
- Pazzo Pagliaccio
- La Piñata
- La Flamencita e Stivali di Fuoco
- Sumatronik
- Cane Mascherato: il cane di Rikochet.
- Pulchita: la sorella di Pulce.
- Il Cosmonauta: il padre di Rikochet, a cui è molto affezionato.
- Re: il pupazzo parlante di Rikochet che raffigura il suo lottatore preferito.
- Water mascherato: un gabinetto che ha preso vita dopo che il padre di Pulce ha attaccato su di esso una maschera. Compare in due puntate dove si scontra con Pulce, che lo teme molto.

## Episodi

### Prima stagione
| Stagione | Titolo | Prima TV USA      | Prima TV Italia |
| -------- | --- | ----------------- | --------------- |
| 1        | Si torna a scuola (Back to School) / Questione di kg (Weight Gaining)                                                         | 17 agosto 2002    | 8 febbraio 2003 |
| 1        | Ognuno ha il suo corpo segreto (How Rikochet Got His Move Back) / La stanza 207 (Heart of Lucha) (also known as Big Bad Flea) | 24 agosto 2002    |                 |
| 1        | Lucha 70 (Woulda Coulda Hasbeena) / The Anger of Cindy Slam                                                                   | 31 agosto 2002    |                 |
| 1        | Lo zainetto magico (The Fantastic Backpack) / Vergogna Rikochet (The Naked and the Masked)                                    | 14 settembre 2002 |                 |
| 1        | Terrore nel bagno (The Curse of the Masked Toilet) / La vendetta della Mummia (The Mummy with The Golden Mask)                | 21 settembre 2002 |                 |
| 1        | Padri e figli (Bring Your Dad to Lucha Day) / L'ultima pagina (Our Founder)                                                   | 28 settembre 2002 |                 |
| 1        | Maschere e dentisti (Tooth or Dare) / La festa di Rikochet (Mask Mitzvah)                                                     | 26 ottobre 2002   |                 |
| 1        | Un pesce da combattimento (The Flea's Fighting Fish) (also known as A Little Fishy) / La Flamencita                           | 9 novembre 2002   |                 |
| 1        | Chi è il vero Re (Will the Real El Rey Please Stand Up?) / Canta che ti passa (The Musica Man)                                | 23 novembre 2002  |                 |
| 1        | Il mago del flipper (Pinball Wizard) / Forza Buena Girl (Not So Buena Girl)                                                   | 30 novembre 2002  |                 |
| 1        | Il ratto del re (Honor Thy Lucha) / Un cugino da evitare (Chinche)                                                            | 14 dicembre 2002  |                 |
| 1        | Espulsione (Timmy of a Thousand Masks) / Il veterinario mascherato (All Creatures Masked and Small)                           | 25 gennaio 2003   |                 |
| 1        | L'isola della libertà (Mask Away)                                                                                             | 8 febbraio 2003   |                 |

### Seconda stagione
| Stagione | Titolo originale                                                         | Prima TV USA      | Prima TV Italia |
| -------- | ------------------------------------------------------------------------ | ----------------- | --------------- |
| 2        | The Man from M.A.S.K. / The Flea's Bueno Twin                            | 13 settembre 2003 | 2 febbraio 2004 |
| 2        | Nightmare on Lucha Street / Revenge of the Masked Toilet                 | 20 settembre 2003 |                 |
| 2        | Calling All Monsters / Pig Out                                           | 27 settembre 2003 |                 |
| 2        | Lone Stars / The Littlest Luchadora                                      | 4 ottobre 2003    |                 |
| 2        | Thrills and Skills / Party Animal                                        | 18 ottobre 2003   |                 |
| 2        | Chain of Fools / Dances with Bugs                                        | 1º novembre 2003  |                 |
| 2        | Thief of Radishes (a.k.a. You Look Radishing) / Lucha, Rinse, and Repeat | 8 novembre 2003   |                 |
| 2        | French Twisted / Hungry Like Los Lobos (a.k.a. Los Lobos de Lucha)       | 15 novembre 2003  |                 |
| 2        | War of the Donuts / Show Me the Funny                                    | 29 novembre 2003  |                 |
| 2        | Getting Ahead / Los Fabulosos                                            | 13 dicembre 2003  |                 |
| 2        | Meet the Muertos / Mask Maker                                            | 17 gennaio 2004   |                 |
| 2        | Big Buena Sellout / Laying in Ruins                                      | 24 gennaio 2004   |                 |
| 2        | Undercover Flea / Kid Wombat                                             | 7 febbraio 2004   |                 |
| 2        | Churro Overload / Mini Mercado of Doom                                   | 14 febbraio 2004  |                 |
| 2        | La Bruja / El Niño Loco                                                  | 21 febbraio 2004  |                 |
| 2        | The Collector                                                            | 28 febbraio 2004  |                 |
| 2        | Los Pantalones (a.k.a. The Brat in the Hat) / Election Daze              | 13 marzo 2004     |                 |
| 2        | Late Night Lucha / Flea at Last                                          | 3 aprile 2004     |                 |
| 2        | Flea's Personal Demons / Virtual Luchadores                              | 17 aprile 2004    |                 |
| 2        | Cinco de Piñata (a.k.a. Day of the Piñata) / Poocha Lucha                | 24 aprile 2004    |                 |
| 2        | Run, Lucha, Run / An Epic Tale of Heroes and Donuts                      | 1º maggio 2004    |                 |
| 2        | Attack of the Luchabots                                                  | 8 maggio 2004     |                 |

### Terza stagione
| Stagione | Titolo originale                                           | Prima TV USA      | Prima TV Italia |
| -------- | ---------------------------------------------------------- | ----------------- | --------------- |
| 3        | Buena Basura / Shamrock and Roll                           | 11 settembre 2004 | 2005            |
| 3        | The Spider and the Flea / The Incredible Penny Plutonium   | 18 settembre 2004 | 2005            |
| 3        | Sfida all'Ultima Lucha / Roba da scimmie                   | 25 settembre 2004 | 2005            |
| 3        | Dawn of the... Donuts / Yo Ho Ho and a Bottle of Horchata  | 2 ottobre 2004    | 2005            |
| 3        | Banditos de los Muertos / Field of Screams                 | 30 ottobre 2004   | 2005            |
| 3        | Medico Mayhem / Big Worm                                   | 6 novembre 2004   | 2005            |
| 3        | Slamazon and On... / Buena on Wheels                       | 13 novembre 2004  | 2005            |
| 3        | A Whole Lotta El Reys / Doomien                            | 20 novembre 2004  | 2005            |
| 3        | I Was a Pre-Teenage Chupacabra / Carnival of Masked Terror | 27 novembre 2004  | 2005            |
| 3        | My Hairy Knuckles / Brains Meets Brawn                     | 4 dicembre 2004   | 2005            |
| 3        | A ¡Mucha Lucha! Christmas (a.k.a. The Match Before Xmas)   | 22 dicembre 2004  | 2005            |
| 3        | Asphalt of Doom / Hot, Hot, Hot                            | 21 gennaio 2005   | 2005            |
| 3        | Getting His Goat / 10 Rounds of Trouble                    | 21 gennaio 2005   | 2005            |
| 3        | The Call of the Mild                                       | 5 febbraio 2005   | 2005            |
| 3        | Smarticus / Niko Sushi's Happy Battle Funtime Dome 3000!   | 12 febbraio 2005  | 2005            |
| 3        | Mars Madness / Fears of a Clown                            | 19 febbraio 2005  | 2005            |
| 3        | Blue Demon (a.k.a. The Magnificent Three)                  | 26 febbraio 2005  | 2005            |

## Film
Il 4 gennaio 2005 è stato realizzato un film che conclude la serie, intitolato "¡Mucha Lucha!: The Return of El Maléfico". In Italia è inedito.
| Titolo originale                         | Titolo italiano | Prima TV USA   | Prima TV Italia |
| ---------------------------------------- | --------------- | -------------- | --------------- |
| ¡Mucha Lucha!: The Return of El Maléfico |                 | 4 gennaio 2005 |                 |

## Riconoscimenti
Motion Picture Sound Editors
- 2004 - Candidatura al miglior montaggio sonoro televisivo d'animazione[4]
- 2006 - Candidatura al miglior montaggio sonoro televisivo d'animazione